# 때론 그렇고 때론 아니야
때론 그렇고 때론 아니야(Kabhi Haan Kabhi Naa)는 인도에서 제작된 쿤단 샤 감독의 1993년 코미디, 드라마, 멜로/로맨스 영화이다. 샤룩 칸 등이 주연으로 출연하였다.

## 출연

### 주연
- 샤룩 칸

### 조연
- 사티시 샤
- 티쿠 탈사니아
- 라비 바스와니
- 네시러딘 샤
- 주히 초울라
- 쿠루쉬 데부
- 아슈토쉬 고와리커
- 비렌드라 삭세나

## 제작진
- 의상: 고리 칸